# Hemavan
Hemavan (sydsamiska: Bïerke) är en tätort i Tärna distrikt (Tärna socken) i Storumans kommun, Västerbottens län (Lappland), belägen cirka 150 kilometer nordväst om centralorten Storuman och cirka 19 kilometer nordväst om Tärnaby utmed E12. Till norska gränsen är det omkring 40 kilometer och till närmaste norska stad Mo i Rana omkring 100 kilometer. Hemavan utgör tillsammans med Tärnaby övre Norrlands största alpina skidområde, vilket inkluderar totalt 50 nedfarter och 15 liftar. Den internationella turistvägen Blå vägen (Norge – Sverige – Finland – Ryssland) passerar Hemavan.
Hemavan är till sina centrala delar ett låglänt område intill Ahasjön, och området är av riksintresse för kulturmiljövården. Kring Hemavan utbreder sig flera fjällmassiv som Norra Storfjället (med Norra Sytertoppen, 1 768 m ö.h.), Södra Storfjället och Artfjället.

## Historia
Orten hette vid dess födelse år 1834 Björkfors, namngivet av samen Enar Andersson som sedermera sålde byn till en annan nybyggarfamilj som hade kommit från Stensele socken. När byn 1918 försågs med post och telegrafi byttes namnet till Hemavan, eftersom ett annat Björkfors fanns registrerat vid Torne älv, och Hemavan baserades på traktens 17 avor (avsnörda vikar) i Ume älv och i synnerhet den ava som var närmast belägen. I början livnärde byborna sig på jakt, fiske och jordbruk. Transportvägen längsmed Ume älv som folk (bland annat de så kallade "Norgefararna" som reste till Mo i Rana för handel) använde både sommar och vinter kunde enbart färdas med skidor, kälke eller häst och vagn/släde innan den förbättrades på 1930-talet. I och med denna vägupprustning kom de första turisterna till byn, som inackorderades hos lokalbefolkning. Hemavan blev officiellt en alpin skidort när Högfjällshotellet (1953) och Hemavans Wärdshus (1954) stod klara, och den första skidliften invigdes 1954.
1993 blev Hemavans flygplats klar för kommersiell flygtrafik, och innan detta fanns på 1960-talet ett sportflygfält för främst segelflyg.

### Befolkningsutveckling
| Befolkningsutvecklingen i Hemavan(/Bïerke) 1990–2020 | Befolkningsutvecklingen i Hemavan(/Bïerke) 1990–2020 | Befolkningsutvecklingen i Hemavan(/Bïerke) 1990–2020 | Befolkningsutvecklingen i Hemavan(/Bïerke) 1990–2020 | Befolkningsutvecklingen i Hemavan(/Bïerke) 1990–2020 |
| ---------------------------------------------------- | ---------------------------------------------------- | ---------------------------------------------------- | ---------------------------------------------------- | ---------------------------------------------------- |
|                                                      |                                                      |                                                      |                                                      |                                                      |
| År                                                   |                                                      |                                                      | Folkmängd                                            | Areal (ha)                                           |
| 1990                                                 | 1990                                                 |                                                      | 171                                                  | 61#                                                  |
| 1995                                                 | 1995                                                 |                                                      | 185                                                  | 73#                                                  |
| 2000                                                 | 2000                                                 |                                                      | 205                                                  | 81#                                                  |
| 2005                                                 | 2005                                                 |                                                      | 216                                                  | 82                                                   |
| 2010                                                 | 2010                                                 |                                                      | 222                                                  | 91                                                   |
| 2015                                                 | 2015                                                 |                                                      | 263                                                  | 183                                                  |
| 2020                                                 | 2020                                                 |                                                      | 273                                                  | 214                                                  |
| Anm.: Ny tätort 2005 # Som småort.                   |                                                      |                                                      |                                                      |                                                      |

## Turistanläggningar
Hemavan är en turistort som innehar flera hotell, lägenheter och stugor. 1999–2014 ägdes/drevs i princip all verksamhet av Strömma Turism & Sjöfart, och övertogs därefter av Hemavan Alpint.
Fjällparken har en restaurang längst upp i den stora "guldbollen". I anslutning till denna finns Fjällbotaniska trädgården som visar de flesta i fjällvärlden förekommande örter och blommor, och i bottenvåningen av huset finns Naturum med information om Vindelfjällens naturreservat. 
I Hemavan börjar också Kungsleden, en vandringsled på omkring 400 kilometer, som har sin andra ändpunkt i Abisko. Den 9 kilometer långa Drottningleden, en vandringsled som går mellan Hemavan och Laisaliden, invigdes 2003 av Drottning Silvia.

### Alpint
För ortens främsta popularitet – alpin skidsport – har Hemavan den näst högsta liftburna fallhöjden i Sverige, på 665 meter (efter Åres 890 meter), men erbjuder även så kallad heliskiing (helikoptertransport för off-piståkning) upp till Norra Storfjällets toppar vilket då ger upp till 900 fallhöjdsmeter.
Hemavans lift- och pistsystem består av 27 nedfarter (plus en Funpark och en skicross) och 9 liftar. Den 1 800 meter långa Kungsliften längst upp i systemet är Sveriges näst längsta ankarlift (efter den i Jäckvik), och i en av dess tillhörande backar hade Anja Pärson sin främsta träningsbacke på hemmaplan under karriären.
Med Strömma som operatör byggdes inför vintern 2007/2008 en ankarlift som länk mellan Centrumliften och Kungsliften, och en barn-knapplift vid centrum som innebar flytt av den gamla repliften till Solkatten i väst inför vintern 2011/2012. 2011 öppnade Fjällforsens Camping, där en knapplift från 2019 ansluter campingen med skidområdet. Efter Hemavan Alpints övertagande presenterades "Vision 2025" den 31 oktober 2016 – den största utvecklingsplanen i Hemavan någonsin – som bland annat inkluderade bygget av den 6/8-sitsiga telemixliften Hemavan Gondol 2017 som ersättning till Norrliften (och Mellanliften). Vidare står två sexstols expressliftar på planeringen (den ena som ersättning till Centrumliften, och den andra i ett helt nytt område).

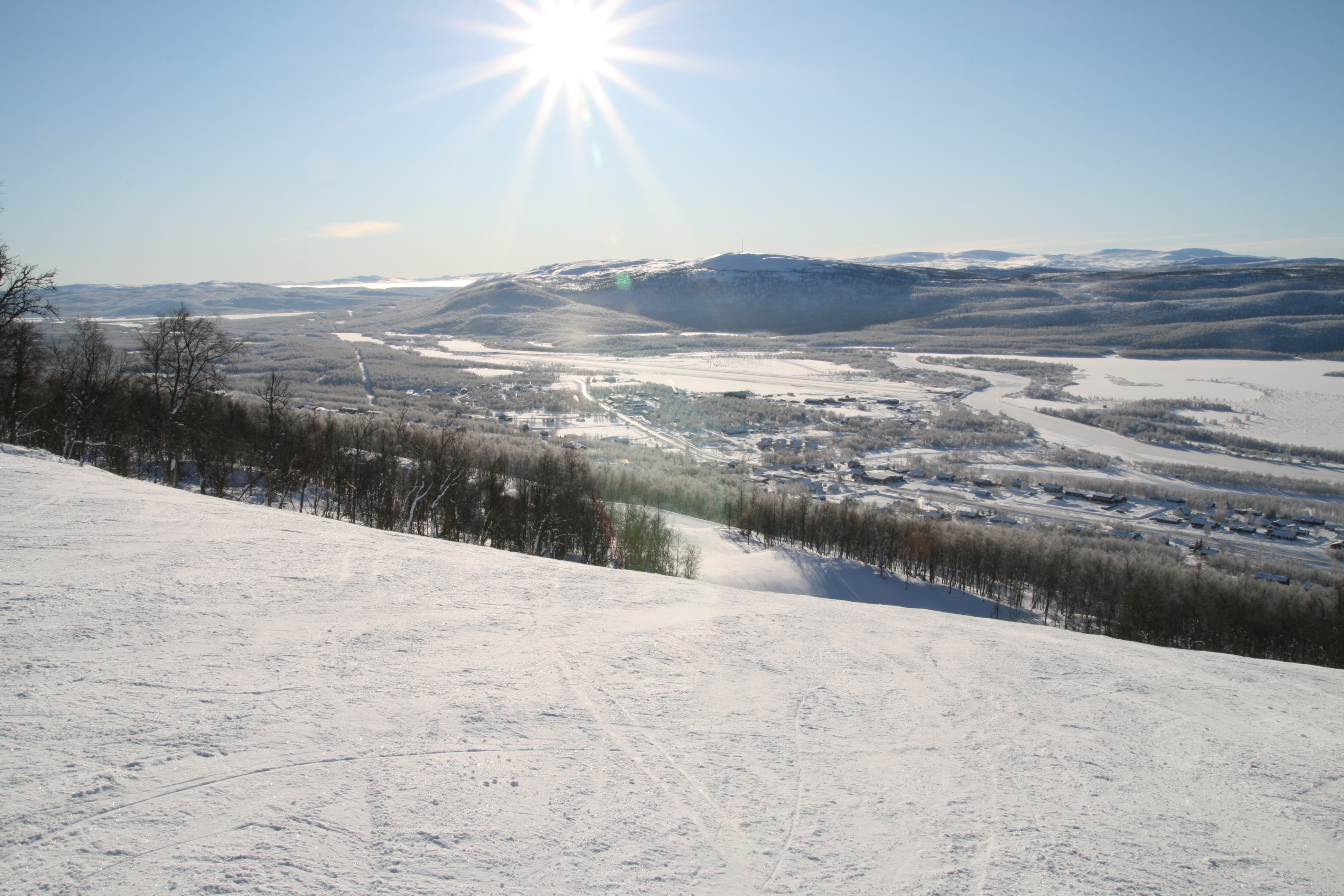
Hemavan, sedd från Mellanbacken år 2009.
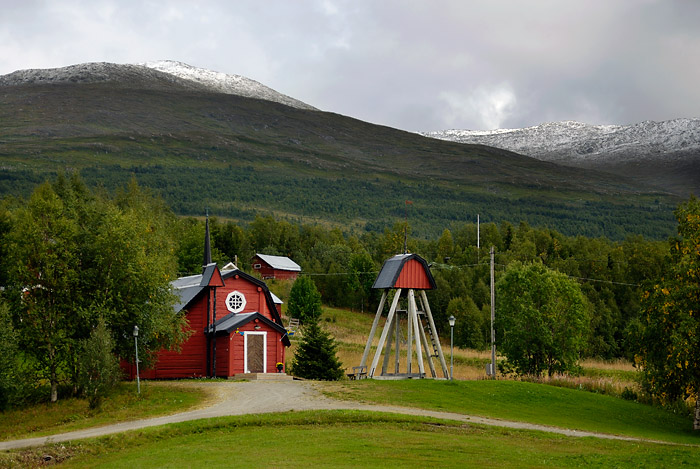
Hemavankyrkan.
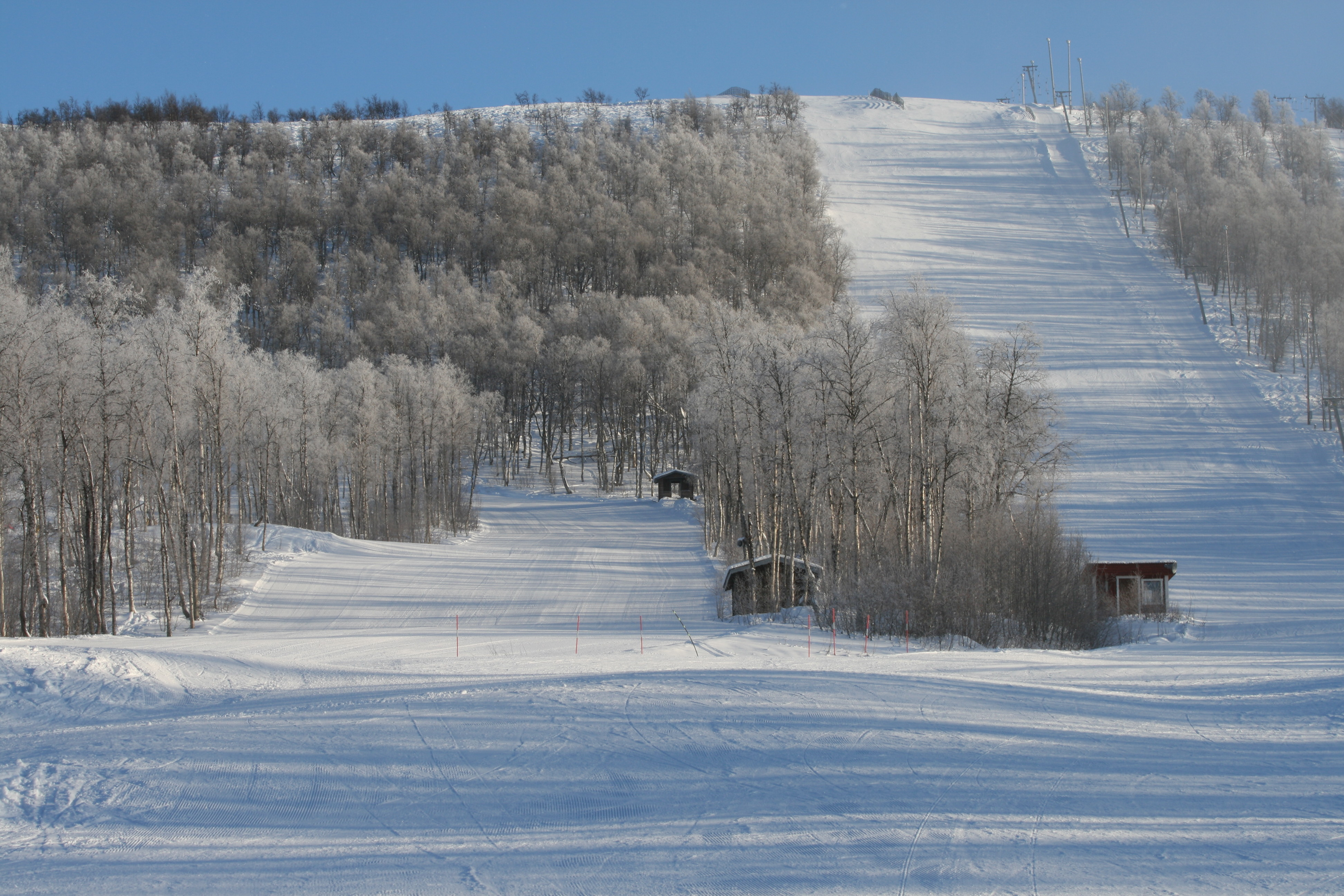
En av skidbackarna i Hemavan.
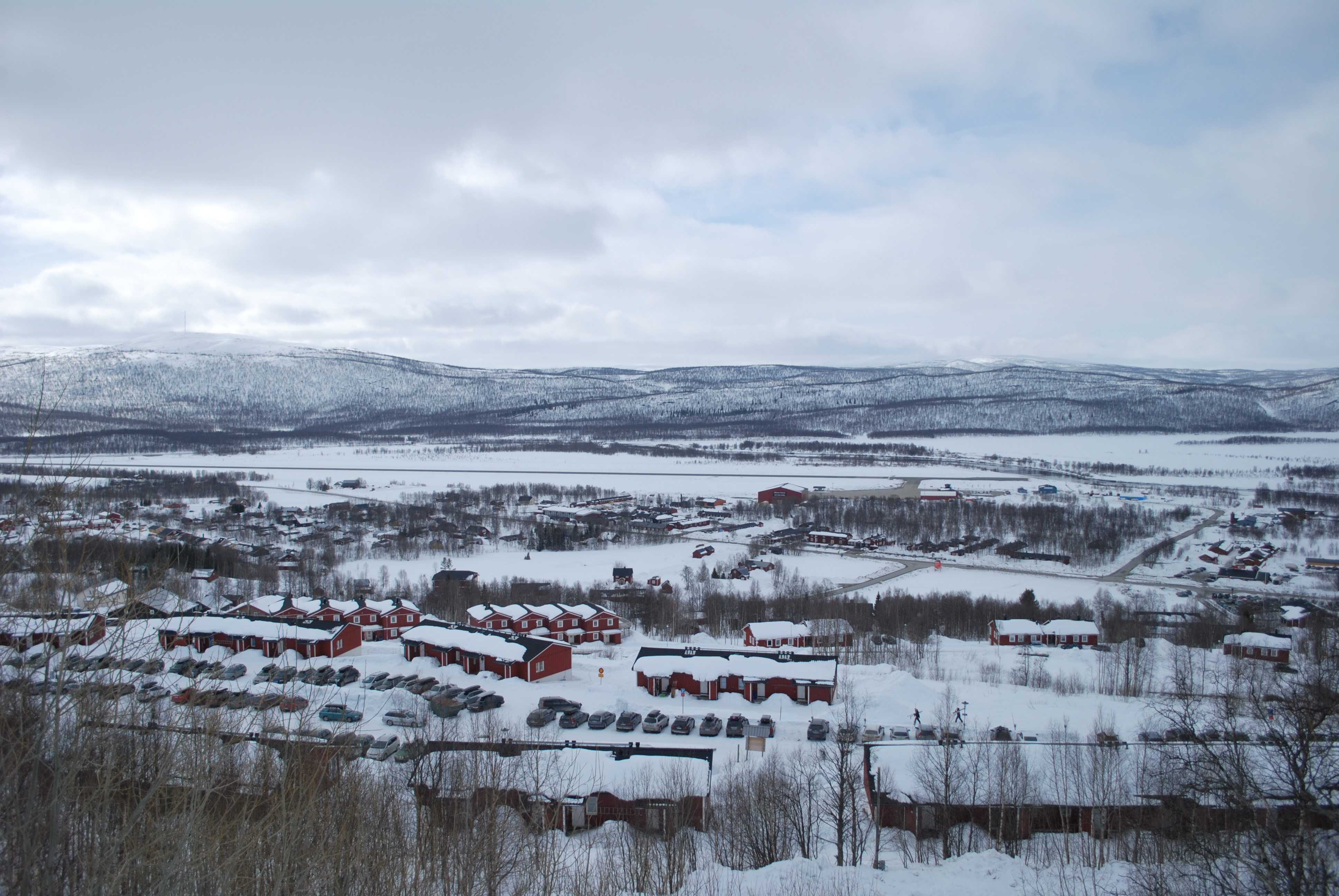
Hemavan under vintern 2012.